# Jens Book-Jenssen
Jens Peter Book-Jenssen (14 de noviembre de 1910 - 28 de marzo de 1999). Fue un cantante noruego de la música popular, compositor, artista de la revista y director de teatro. Desde su debut en los años treinta, su carrera incluyó trabajo en radio y televisión, grabaciones y giras extensas. Su carrera abarcó más de sesenta años, y fue el artista con mayores ventas en Noruega en el siglo XX.

## Familia
Book-Jenssen nació en Bærum como el hijo del jardinero Olaf Jenssen y Pauline Book.
Contrajo matrimonio en 1936 con Gerd Kværnberg.

## Carrera

### Años 1930 y 1940
Hizo su debut teatral en Det Nye Teater en Oslo en 1933. Como artista de revista por primera vez realizado en Teatro Scala, y más tarde en Chat Noir, en Oslo. Comenzó su carrera discográfica en 1933, e hizo alrededor de 400 grabaciones entre 1934 y 1945. Entre sus éxitos durante este período fueron canciones como "lysene Når Tennes der hjemme", "En el anillo gyllen liten" y "De rederos lisis melodi". También escribió letras de canciones, bajo el seudónimo de Peter Coob. Desde 1935 hasta 1973, recorrió el país con sus presentaciones, y según su propia estimación recorrió la distancia desde Oslo a Kirkenes al menos cien veces.

### Posguerra
Book-Jenssen fue el director de la revista de teatro Chat Noir en Oslo desde 1947 hasta 1950, y desde 1954 hasta 1959. En 1972 fundó el Teatro Bookn. Entre sus posteriores grabaciones de canto de guerra son "Gudskjelovkvelden" de 1949, y "kastanjene Når blomstrer i Bygdø alle "en 1950 y nuevamente en 1956 cuando se convirtió en un éxito. Otras canciones populares eran "Skjærsliperen" (1956) y "Norge rødt i, Blatt og hvitt" (1963). hizo alrededor de 150 grabaciones para el sello discográfico NERA de 1946 a 1958, y alrededor de cuarenta grabaciones para la casa discográfica HMV entre 1958 y 1965. Durante su carrera realizó más de noventa giras nacionales, y también recorrió los países de Europa. En la década de 1970 contribuyó a una serie de programas de radio, cantando y contando historias de su carrera. Ya a mediados de la década de 1950 se convirtió en el primer artista noruego en vender más de un millón de discos.
Finalmente llegó a ser el artista más vendido en Noruega en el siglo XX, con una estimación conservadora de más de dos millones de discos.
Fue galardonado con el premio honorario Spellemannsprisen en 1972, y también fue nombrado caballero de la Orden de San Olaf y recibió la Medalla del Mérito de su majestad el Rey.
Su última aparición en televisión fue en el marco de su octagésimoquinto aniversario, cuando se celebró en un programa en la Norwegian Broadcasting Corporation por una amplia gama de los artistas noruegos. Murió el 28 de marzo de 1999, y fue enterrado en la iglesia de Haslum, Bærum.